# Sud Ouest
Sud Ouest – francuski dziennik regionalny wydawany na terenie południowo-zachodniej Francji, w regionie Nowa Akwitania. 
Dziennik został założony w 1944 roku przez Jacques'a Lemoîne. W ciągu następnych lat systematycznie zwiększał nakład, a także otwierał nowe redakcje lokalne. Obecnie Sud Ouest posiada 22 filii lokalnych w ośmiu departamentach.
Siedziba gazety znajduje się w Bordeaux, a redaktorem naczelnym dziennika jest Patrick Venries. Od 1979 roku Sud Ouest jest wydawany w formacie tabloidu.
Z dziennym nakładem wynoszącym 320 000 egzemplarzy, dziennik Sud Ouest jest jednym z najbardziej poczytnych w południowo-zachodniej Francji.